# Ядро Эдингера-Вестфаля

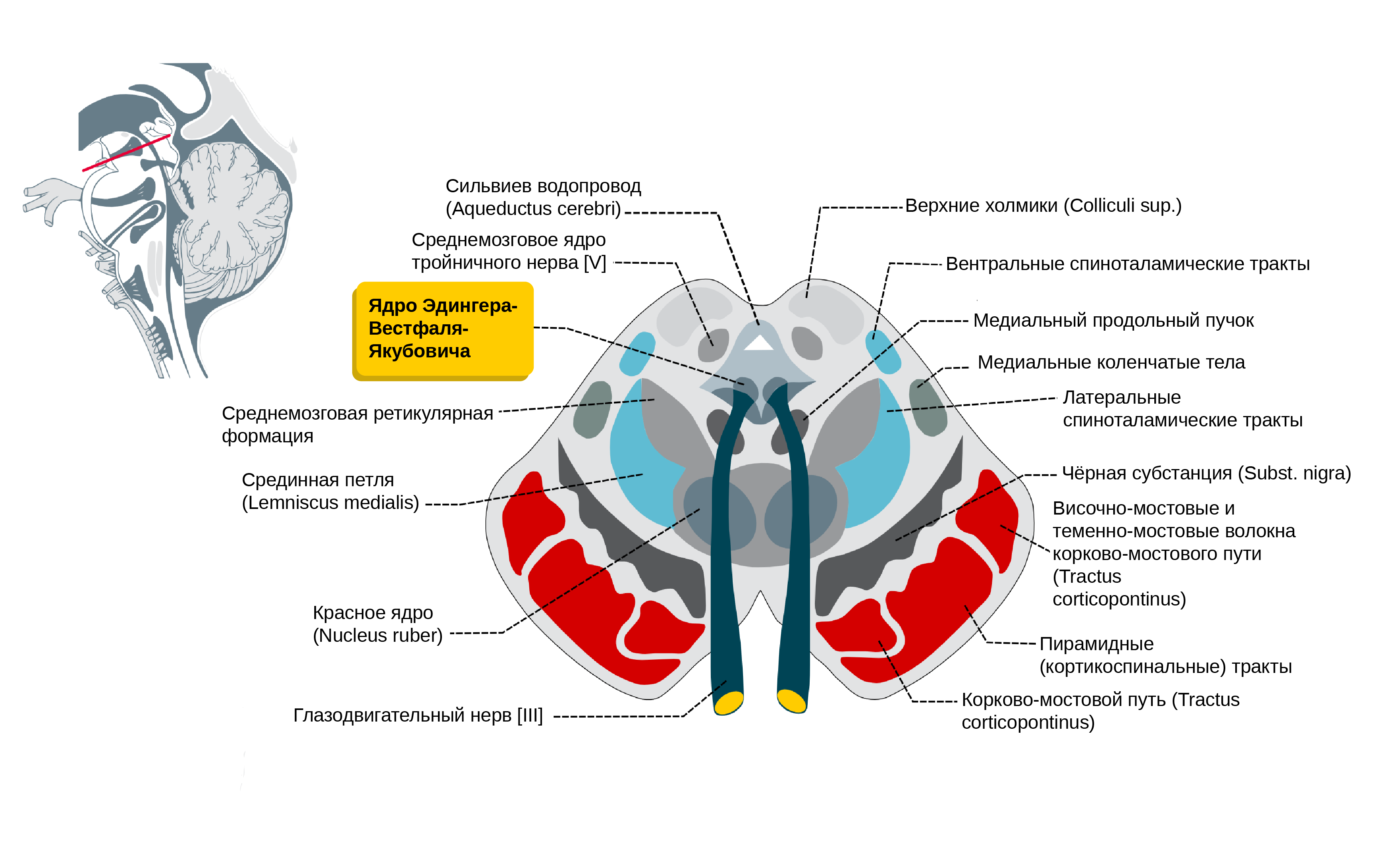
Положение ядер Эдингера-Вестфаля относительно остальных структур на схематическом изображении среза среднего мозга

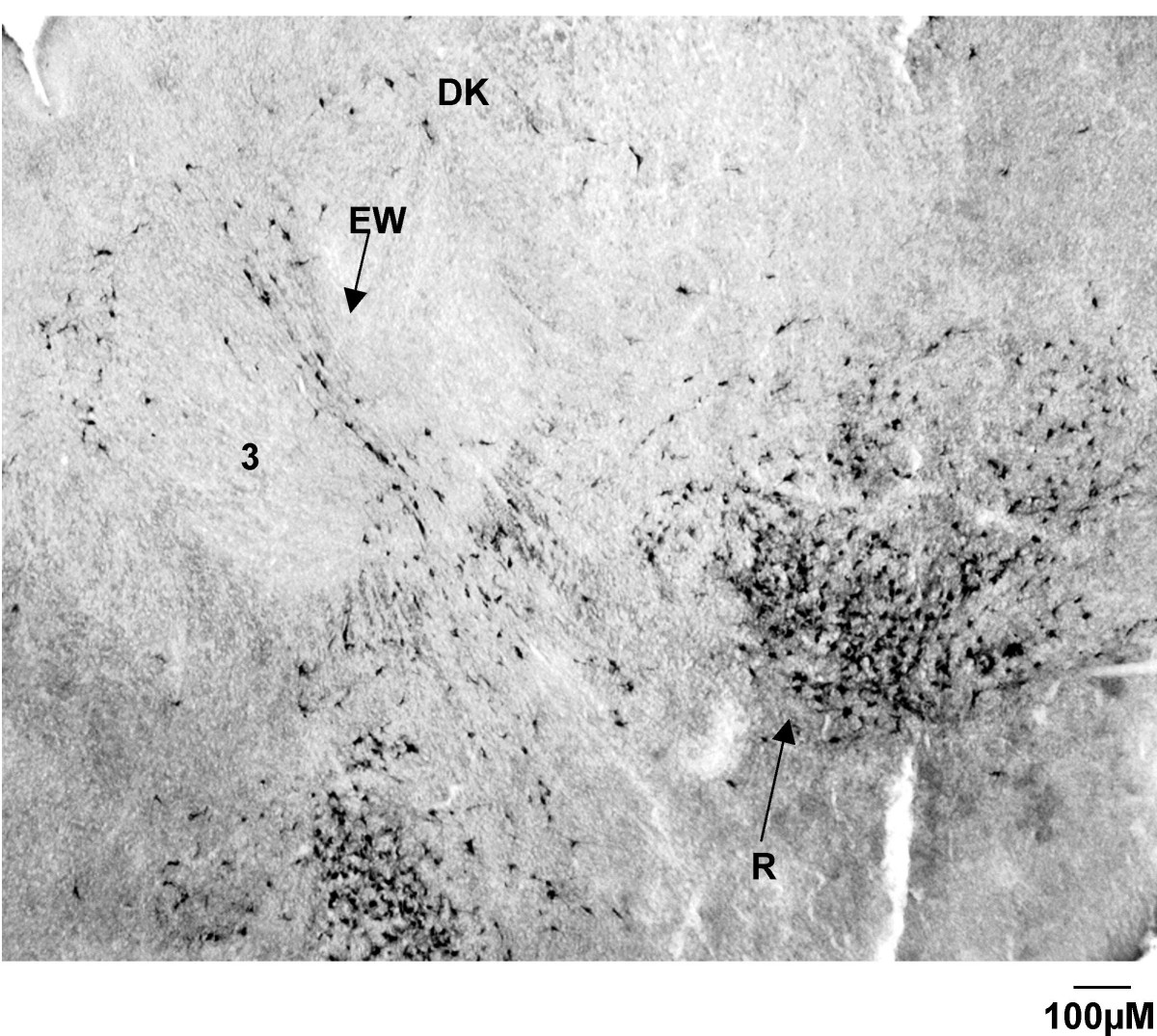
Клетки ядра Эдингера-Вестфаля (обозначены как "EW") на препарате среднего мозга овцы

Ядро́ Э́дингера-Вестфа́ля или Ядро́ Якубо́вича (Добавочное парасимпатическое ядро) — одно из двух парных ядер глазодвигательного нерва (III), расположенное в покрышке среднего мозга.
Находится на уровне верхнего двухолмия позади главных моторных ядер глазодвигательного нерва и передне-латерально к Сильвиему водопроводу.

## Функция
Нервный импульс из ядра Эдингера-Вестфаля доходит до парасимпатического нейрона ресничного узла (лат. ganglion ciliare), на который переключается через никотин-чувствительный холинэргический синапс, затем достигает мышцы, суживающей зрачок (лат. m.sphincter pupillae, обеспечивает миоз) и ресничной мышце (лат. m.ciliaris, регулирует аккомодацию).
Узел состоит из двух популяций клеток — преганглионарную популяцию (EWpg) и центрально-проецирующуюся популяцию (EWcp). Клетки в этих популяциях различаются как иммуногистохимически, так и по биохимическим свойствам (в отличие от холинергических EWpg, EWcp — урокортинэргические). 
- EWpg — это нервные клетки, отвечающие за парасимпатическую иннервацию глаза.
- Функция клеток EWcp определена не до конца[4], однако известно, что эта часть ядра имеет связи в множеством других структур; в частности, с лимбической системой, гипоталамусом, симпатическим нейронам в спинном мозге[6].

## Кровоснабжение
Ядра кровоснабжаются ветвями базилярной артерии, верхней мозжечковой артерии и задней мозговой артерии.

## История открытия
Впервые было описано русским анатомом и гистологом Николаем Якубовичем в 1857 году. В дальнейшем строение и функции ядра были продемонстрирована у эмбриона человека Людвигом Эдингером в 1885 году, а также Карлом Вестфалем у взрослого пациента в 1887 году.